# 埼玉県道180号南古谷停車場線
埼玉県道180号南古谷停車場線（さいたまけんどう180ごう みなみふるやていしゃじょうせん）は、埼玉県川越市内の南古谷駅前交差点よりJR川越線南古谷駅までを結ぶ道路（県道）である。

## 概要
JR川越線南古谷駅と南古谷駅前交差点を結ぶ、全長185メートルの県道である。

## 起点・終点
- 起点：南古谷駅前交差点（埼玉県道113号川越新座線交点）
- 終点：南古谷駅

## 路線状況
- 本道路の自動車類交通量については、昼間12時間では合計4317台、24時間では合計6216台となっている。
- また道路部幅員11.50m、車道部幅員・車道幅員7.50mであり、歩道幅員は下りのみ4.00mである。

（いずれも平成22年（2010年）度の道路交通センサスによる）

## 通過する自治体
- 埼玉県
  - 川越市

## 交差する道路
- 埼玉県道113号川越新座線、埼玉県道335号並木川崎線「南古谷駅前交差点」（川越市）

## バス路線
西武バスの川越営業所や川越シャトル（西武バスと東武バスウエストによる運行）の一部の系統のバスが南古谷駅からこの南古谷停車場線を介して各目的地まで結んでいる。

## 周辺
- JR川越線南古谷駅（本道路の終点は同駅の南側に位置する）